# 10월 위기
10월 위기(프랑스어: La crise d'Octobre)는 1970년 10월 캐나다 퀘벡주 몬트리올 광역시에서 퀘벡 해방전선(FLQ)이 퀘백 지방내각 각료 피에르 라포르테와 영국 외교관 제임스 크로스를 납치한 사건이다. 이에 대한 대응으로 총리 피에르 트뤼도는 전시조치법을 발동시켰다. 이 전시조치법 발동은 캐나다 역사상 유일한 평시 전시조치법 발동이다. 납치범들은 라포르테를 살해하고 크로스를 석방하는 대가로 자신들의 쿠바 망명을 보장할 것을 요구했다.
퀘백 주총리 로베르 부라사와 몬트리올 시장 장 드라페우는 트뤼도의 전시조치법 발동을 지지했고, 이에 따라 전시조치법에 의거해 시민 자유가 일시적으로 제한되었다. 경찰에게 무제한적 권한이 주어져 497명이 영장 없이 체포되었다. 체포된 사람 중 기소된 사람은 62명이고 나머지는 풀려났다. 또한 퀘벡 주내각은 군부에 대민지원을 요청했고 캐나다군이 퀘벡 전역에 배치되었다.
당시 퀘벡을 포함한 캐나다 전체 지역의 여론조사는 전시조치법을 지지했다. 그러나 르네 레바이크나 토미 더글러스 같은 정치인들은 이 조치를 비판하기도 했다.
1970년 10월 위기로 무력을 동원한 퀘벡 독립운동은 그 기세가 꺾였고 이후 독립운동파는 선거를 통한 자치권 획득 및 더 나아가 독립을 쟁취하는 합법투쟁으로 선회한다.

## 같이 보기
- 알도 모로 납치 사건